# Patania menoni
Patania menoni is een vlinder uit de familie van de grasmotten (Crambidae). De wetenschappelijke naam van deze soort is voor het eerst gepubliceerd in 2007 door Jagbir Singh Kirti en Navneet Singh Gill.
Deze soort komt voor in India.